# Lekkoatletyka na Letnich Igrzyskach Olimpijskich 1936 – bieg na 5000 m mężczyzn

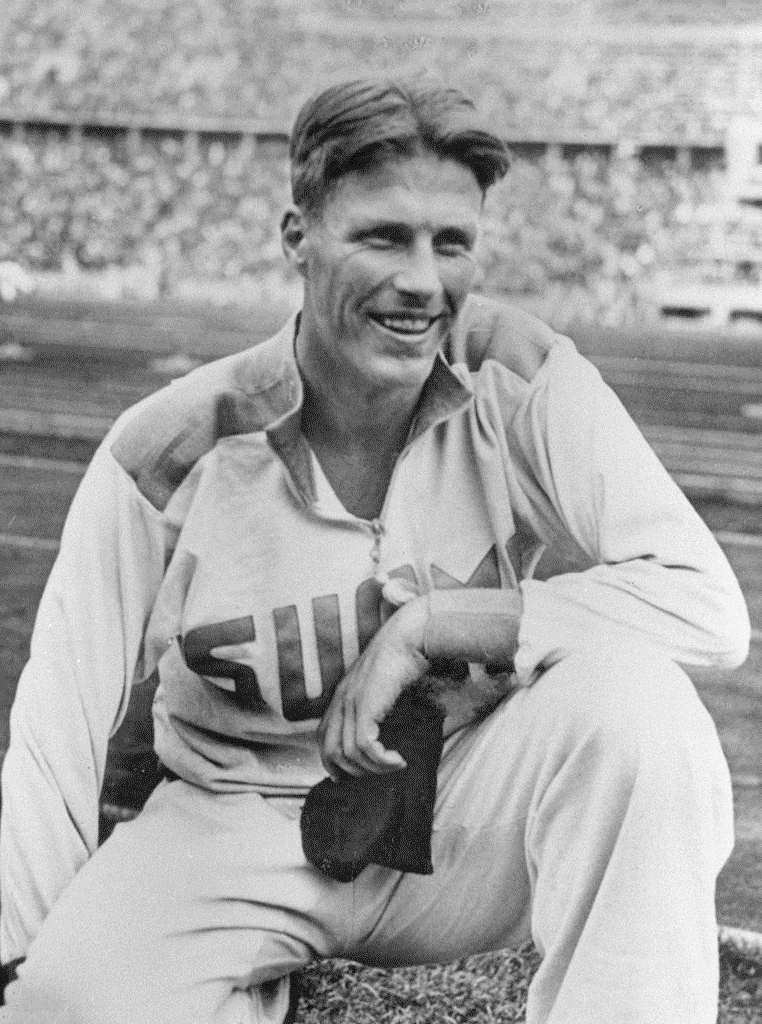
Gunnar Höckert

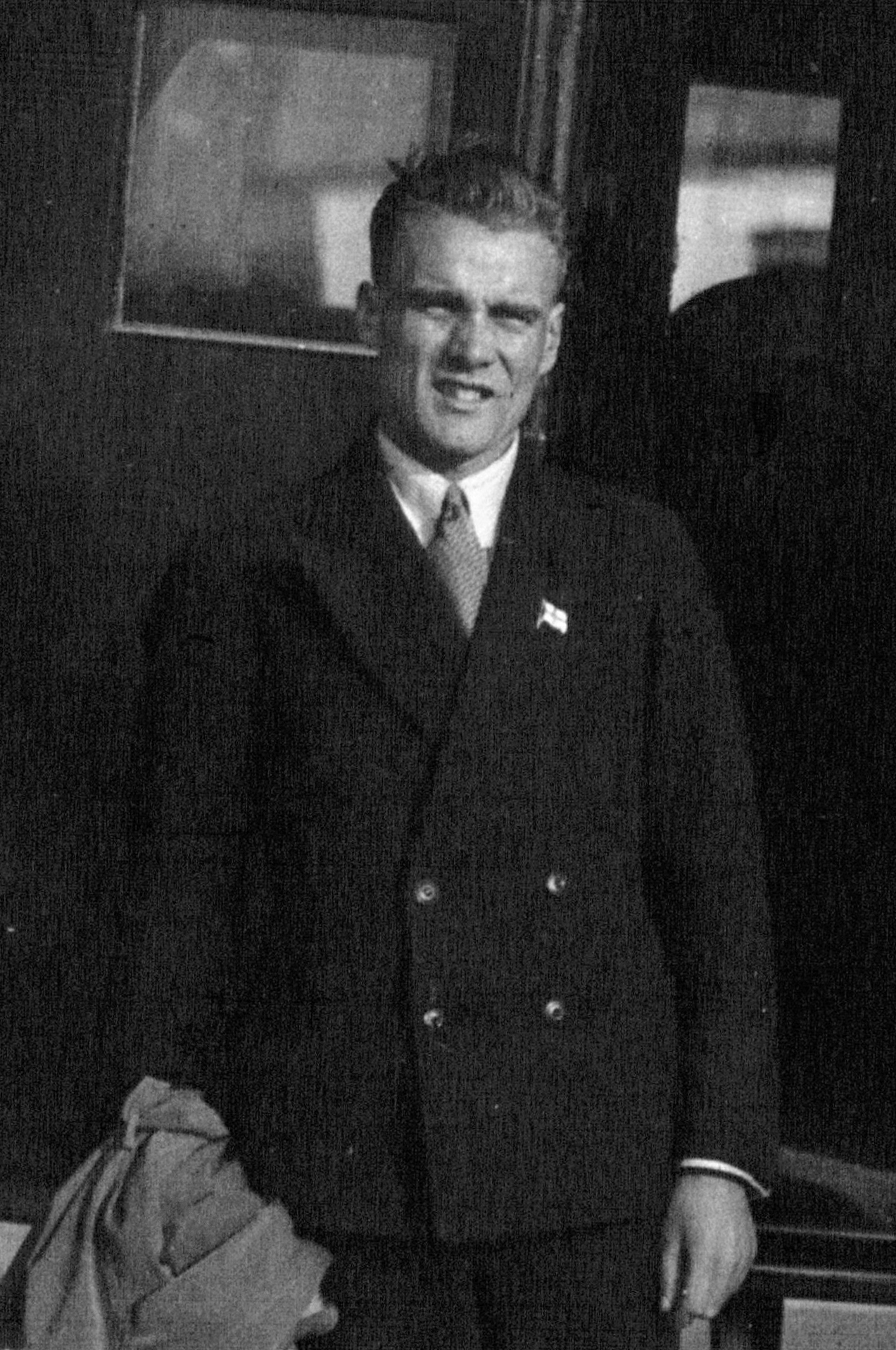
Lauri Lehtinen

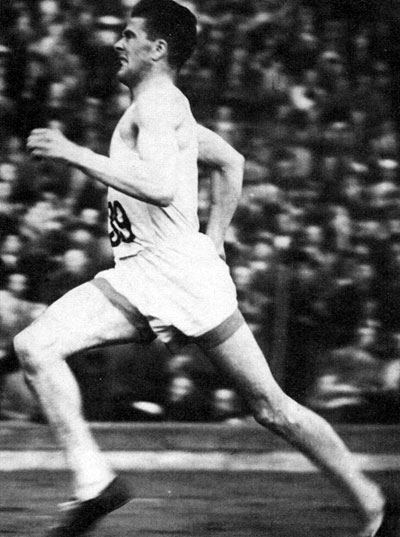
Henry Jonsson

Bieg na 5000 metrów mężczyzn był jedną z konkurencji rozgrywanych podczas XI Letnich Igrzysk Olimpijskich. Biegi zostały rozegrane w dniach 4 i 7 sierpnia 1936 roku na Stadionie Olimpijskim w Berlinie. Wystartowało 41 zawodników z 23 krajów.

## Rekordy
|                   | Zawodnik       | Wynik   | Miejsce     | Data                 |
| ----------------- | -------------- | ------- | ----------- | -------------------- |
| Rekord świata     | Lauri Lehtinen | 14:17,0 | Helsinki    | 19 czerwca 1932(dts) |
| Rekord olimpijski | Lauri Lehtinen | 14:30,0 | Los Angeles | 5 sierpnia 1932(dts) |
| Rekord olimpijski | Ralph Hill     | 14:30,0 | Los Angeles | 5 sierpnia 1932(dts) |

## Terminarz
| Data            |            | Godzina |
| --------------- | ---------- | ------- |
| 4 sierpnia 1936 | Eliminacje | 18.00   |
| 7 sierpnia 1936 | Finał      | 15:15   |

## Wyniki

### Eliminacje
Z każdego z 3 biegów do finału awansowało po pięciu najlepszych zawodników.

#### Bieg 1
| Poz. | Zawodnik                  | Reprezentacja     | Czas    | Uwagi |
| ---- | ------------------------- | ----------------- | ------- | ----- |
| 1.   | Umberto Cerati            | Włochy            | 15:01,0 | Q     |
| 2.   | Harry Siefert             | Dania             | 15:02,8 | Q     |
| 3.   | Don Lash                  | Stany Zjednoczone | 15:04,4 | Q     |
| 4.   | Ilmari Salminen           | Finlandia         | 15:06,6 | Q     |
| 5.   | Aubrey Reeve              | Wielka Brytania   | 15:06,8 | Q     |
| 6.   | Åke Jansson               | Szwecja           | 15:10,0 |       |
| 7.   | Raymond Lefebvre          | Francja           | 15:15,4 |       |
| 8.   | Edmund Stadler            | III Rzesza        | 15:17,0 |       |
| 9.   | István Simon              | Węgry             | 15:25,0 |       |
| 10.  | Scotty Rankine            | Kanada            |         |       |
| 11.  | Friedrich Fischer         | Austria           |         |       |
| 12.  | Ivan Krevs                | Jugosławia        | 15:40,0 |       |
| 13.  | Muhammad Ahmad Abu Subaji | Królestwo Egiptu  |         |       |
| 14.  | Gottfried Utiger          | Szwajcaria        |         |       |
| 15.  | Raunaq Singh Gill         | Indie Brytyjskie  |         |       |
| –    | Hugo Acosta               | Kolumbia          | DNS     |       |
| –    | Jack Lovelock             | Nowa Zelandia     | DNS     |       |

#### Bieg 2
| Poz. | Zawodnik          | Reprezentacja     | Czas    | Uwagi |
| ---- | ----------------- | ----------------- | ------- | ----- |
| 1.   | Gunnar Höckert    | Finlandia         | 15:10,2 | Q     |
| 2.   | Frank Close       | Wielka Brytania   | 15:10,6 | Q     |
| 3.   | Józef Noji        | Polska            | 15:11,2 | Q     |
| 4.   | Bror Hellström    | Szwecja           | 15:12,0 | Q     |
| 5.   | Rolf Hansen       | Norwegia          | 15:12,6 | Q     |
| 6.   | René Lécuron      | Francja           | 15:14,2 |       |
| 7.   | Henry Nielsen     | Dania             | 15:25,0 |       |
| 8.   | Karl-Heinz Becker | III Rzesza        | 15:27,0 |       |
| 9.   | Tom Deckard       | Stany Zjednoczone |         |       |
| 10.  | János Kelen       | Węgry             | 15:35,0 |       |
| 11.  | Hideo Tanaka      | Japonia           | 4:01,4  |       |
| 12.  | Oscar Van Rumst   | Belgia            |         |       |
| 13.  | Valentín González | Meksyk            |         |       |
| –    | Bruno Betti       | Włochy            | DNS     |       |
| –    | Konstandin Gutis  | Grecja            | DNS     |       |
| –    | Emilio Torres     | Kolumbia          | DNS     |       |

#### Bieg 3

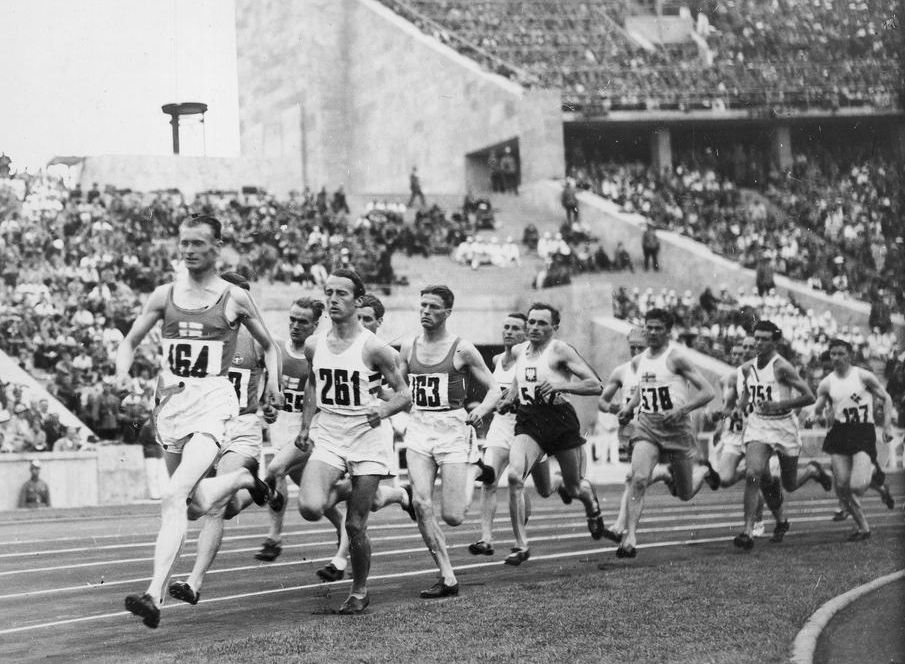
Bieg finałowy: Salminen (nr 164), Lehtinen (nr 165), Ward (nr 262), Höckert (nr 163), Moji (nr 542), Jonsson (nr 578), Zamperini (nr 751), Siefert (nr 137)

| Poz. | Zawodnik             | Reprezentacja     | Czas    | Uwagi |
| ---- | -------------------- | ----------------- | ------- | ----- |
| 1.   | Henry Jonsson        | Szwecja           | 14:54,0 | Q     |
| 2.   | Kohei Murakoso       | Japonia           | 14:56,6 | Q     |
| 3.   | Peter Ward           | Wielka Brytania   | 14:59,0 | Q     |
| 4.   | Lauri Lehtinen       | Finlandia         | 15:00,0 | Q     |
| 5.   | Louis Zamperini      | Stany Zjednoczone | 15:02,2 | Q     |
| 6.   | Salvatore Mastroieni | Włochy            | 15:02,2 |       |
| 7.   | Roger Rochard        | Francja           | 15:12,2 |       |
| 8.   | Cecil Matthews       | Nowa Zelandia     |         |       |
| 9.   | Jenő Szilágyi        | Węgry             | 15:20,6 |       |
| 10.  | Max Syring           | III Rzesza        |         |       |
| 11.  | Milton Wallace       | Kanada            |         |       |
| 12.  | Hernando Navarrete   | Kolumbia          |         |       |
| 13.  | Michel Medinger      | Luksemburg        |         |       |
| –    | Luis Oliva           | Argentyna         | DNS     |       |
| –    | Ladislaus Simacek    | Austria           | DNS     |       |

### Finał
| Poz. | Zawodnik        | Reprezentacja     | Czas    | Uwagi |
| ---- | --------------- | ----------------- | ------- | ----- |
| 1.   | Gunnar Höckert  | Finlandia         | 14:22,2 | OR    |
| 2.   | Lauri Lehtinen  | Finlandia         | 14:25,8 |       |
| 3.   | Henry Jonsson   | Szwecja           | 14:29,0 | [ 3 ] |
| 4.   | Kohei Murakoso  | Japonia           | 14:30,0 | [ 4 ] |
| 5.   | Józef Noji      | Polska            | 14:33,4 | [ 5 ] |
| 6.   | Ilmari Salminen | Finlandia         | 14:39,8 |       |
| 7.   | Umberto Cerati  | Włochy            | 14:44,4 | [ 4 ] |
| 8.   | Louis Zamperini | Stany Zjednoczone | 14:46,8 |       |
| 9.   | Rolf Hansen     | Norwegia          | 14:48,0 | [ 5 ] |
| 10.  | Harry Siefert   | Dania             | 14:48,4 | [ 6 ] |
| 11.  | Peter Ward      | Wielka Brytania   | 14:57,2 |       |
| 12.  | Frank Close     | Wielka Brytania   |         |       |
| 13.  | Don Lash        | Stany Zjednoczone |         |       |
| 14.  | Bror Hellström  | Szwecja           |         |       |
| –    | Aubrey Reeve    | Wielka Brytania   | DNF     |       |